# Máximo Perrone
Máximo Perrone (* 7. Januar 2003 in Buenos Aires) ist ein argentinischer Fußballspieler. Der Mittelfeldspieler steht bei Como 1907 unter Vertrag.

## Karriere

### Im Verein
Perrone wurde in der argentinischen Hauptstadt Buenos Aires geboren. Im Alter von sechs Jahren begann er in der Nachwuchsakademie von Vélez Sarsfield mit dem Fußballspielen. Dort durchlief er alle weiteren Jugendmannschaften. 2019 unterschrieb er seinen ersten Profivertrag bei Vélez Sarsfield, 2021 verlängerte er seinen Vertrag bis zum Jahresende 2023. Zur Saison 2022 rückte er auch in den festen Profikader der Mannschaft auf, wo er sich auf Anhieb zum Stammspieler in der Primera División entwickelte. Er debütierte für die Mannschaft am 7. März 2022 beim 1:1-Unentschieden gegen die Estudiantes de La Plata in der Copa de la Liga Profesional. Daneben kam er auch in der Copa Libertadores zum Einsatz. Nachdem er an den ersten Spieltagen der Gruppenphase bereits Stammspieler war, erzielte Perrone den 3:2-Siegtreffer in der Nachspielzeit gegen Nacional Montevideo aus Uruguay. Dies war sein erster Treffer in der Seniorenmannschaft. Außerdem war Perrone nach der Auswechselung des etatmäßigen Kapitänes Lucas Pratto für die restliche Zeit Kapitän seiner Mannschaft. Am 5. Juni 2022 debütierte er schließlich auch in der Liga beim 1:1-Unentschieden gegen den CA Patronato. Beim 2:2-Unentschieden gegen den CA Lanús konnte er schließlich auch sein erstes Tor in der Liga erzielen. Im August 2022 zog sich Perrone allerdings ein Pneumothorax zu, sodass er mehrere Monate verletzt ausfiel. Er gab sein Comeback in der Liga Ende Oktober beim 4:0-Sieg gegen die Estudiantes de La Plata. Insgesamt kam er in der Saison 2022 so 33 Partien zum Einsatz, davon 15 in der Liga, und konnte drei Tore erzielen.
Ende Januar 2023 wechselte Perrone in die Premier League zu Manchester City. Er unterschrieb einen Vertrag bis zum 30. Juni 2028. Unter Pep Guardiola kam er bis zum Ende der Saison 2022/23 einmal zum Einsatz. Er verpasste damit die nötigen fünf Einsätze, um persönlich englischer Meister zu werden. Zum Gewinn des FA Cups steuerte er im Achtelfinale ebenfalls einen Einsatz bei. Beim Gewinn der Champions League und des UEFA Super Cups blieb der Argentinier hingegen ohne Einsatz.
Ende August 2023 wechselte er bis zum Ende der Saison 2023/24 auf Leihbasis zum spanischen Erstligisten UD Las Palmas. Im August 2024 folgte eine weitere Leihe zu Como 1907. Dort wurde er im Juli 2025 fest verpflichtet.

### In der Nationalmannschaft
Perrone durchlief außerdem mehrere argentinische Nachwuchsnationalmannschaften. 2019 wurde er zu mehreren Freundschaftsspielen der U-16 nominiert, für die er regelmäßig zum Einsatz kam. Im März 2022 wurde er von Trainer Javier Mascherano erstmals für die U-20 nominiert. Dort debütierte er beim 2:2-Unentschieden gegen die USA am 26. März 2022, dies blieb jedoch sein vorerst einziger Einsatz.

## Titel
- Champions-League-Sieger: 2023 (ohne Einsatz)
- UEFA-Super-Cup-Sieger: 2023 (ohne Einsatz)
- Englischer Pokalsieger: 2023
- Englischer Supercupsieger: 2024 (ohne Einsatz)